# Direct-to-video
Direct-to-video (eng. "neposredno-na-video") je izraz koji se rabi za (cjelovečernje) igrane filmove koji svoju premijeru, odnosno prvo predstavljanje publici imaju kroz distribuciju (iznajmljivanje ili prodaju) specifičnih audio-vizualnih medija kao što su DVD-ovi, BluRay diskovi, VHS ili druge videokazete (u prošlosti) ili, u najnovije vrijeme, streaming preko Interneta. U svom užem smislu se pod time podrazumijeva pejorativni izraz za filmove niskog budžeta i/li niske kvalitete za koje su njihovi tvorci zaključili da njihova redovna kino-distribucija jednostavno nije isplativa.

## Vanjske poveznice
- Movie critic on the future of Direct-to-DVD(engl.)
- 9 Movies Too Awful for the Theater by The Daily Beast Video(engl.)